# Rafał Niżnik
Rafał Niżnik (ur. 11 grudnia 1974 w Żarach) – polski piłkarz, w latach 1990–2020 występujący na pozycji pomocnika, piłkarz plażowy.

## Kariera klubowa
Jest wychowankiem klubu LKS Szarotka w Uhercach Mineralnych. Grał w Igloopolu Dębica i Okocimskim Brzesko, by w 1995 roku trafić do ŁKS Łódź. Spędził tu kilka sezonów, po czym wyjechał do Danii, gdzie grał kolejno w Brøndby IF, Brønshøj BK, ponownie w Brøndbyernes IF i w BK Frem. W 2003 roku znalazł się na jeden sezon w Górniku Zabrze, potem powrócił na kilka lat do ŁKS, by w rundzie wiosennej sezonu 2006/07 znaleźć się w Górniku Łęczna.
W polskiej ekstraklasie rozegrał 148 meczów, strzelając 19 bramek. W 1998 roku zdobył mistrzostwo Polski. Jest także mistrzem Danii z 2002 roku i zdobywcą pucharu Danii z 2003 roku.
Od sierpnia 2014 do rundy jesiennej sezonu 2020/2021 był zawodnikiem macierzystego klubu, Szarotka Uherce, występującego w lidze okręgowej.

## Piłka nożna plażowa
W 2018 zasilił szeregi pierwszoligowego BSCC Łódź.